# Mostek Maxwella
Mostek Maxwella – mostek indukcyjny zasilany prądem przemiennym służącym do pomiaru parametrów cewek.
Mostek indukcyjny Maxwella ma w dwóch gałęziach rezystancje stałe {\displaystyle R_{1}} i {\displaystyle R_{2}} zwane rezystorami stosunkowymi. W trzeciej gałęzi nieznana impedancja pomiarowa składająca się z {\displaystyle L_{3}} i {\displaystyle R_{3}} zostaje porównana ze wzorcową impedancja czwartej gałęzi mostka {\displaystyle Z_{4}} składającej się z {\displaystyle L_{4}} i {\displaystyle R_{4}.} Stan równowagi mostka osiągamy przez odpowiednią regulację {\displaystyle L_{4}} i {\displaystyle R_{4}.} Zrównoważenie mostka następuje kiedy zostają spełnione warunki:
{\displaystyle {\frac {L_{3}}{L_{4}}}={\frac {R_{3}}{R_{4}}}={\frac {R_{1}}{R_{2}}}.}
Teoretycznie warunki równowagi są niezależne od częstotliwości. W praktyce między zwojami i między warstwami drutu w obu cewkach {\displaystyle L_{3}} i {\displaystyle L_{4}} występują pojemności pasożytnicze, co powoduje, że przy wielkich częstotliwościach mostek może być zrównoważony tylko dla jednej częstotliwości.